# علی کنی
قدرت علی کنی  (درگذشته ۱۴ تیر ۱۳۵۴ در تهران) بازیکن فوتبال اهل ایران بود که برای کلوپ تهران بازی می‌کرد. وی همچنین اولین رئیس فدراسیون فوتبال ایران و اولین رئیس کمیته ملی المپیک ایران بود. دکتر کنی استاد دانشگاه تهران و عضو موسس انجمن روانشناسی بود. 

## دوران بازی
کنی عضو باشگاه کلوپ تهران بود و در سفر تیم فوتبال تهران به شوروی حضور داشت.

## سمت ریاست فدراسیون فوتبال
او نخستین رئیس فدراسیون فوتبال ایران بود. علی کنی از سال ۱۳۲۵ تا ۱۳۲۹ این سمت را برعهده داشت. کنی همچنین پیش از ریاست فدراسیون، رئیس دایره (اداره)  فوتبال سازمان ورزش ایران بود. علی کنی در سال ۱۳۳۵ دوباره رئیس فدراسیون شد و تا سال ۱۳۳۹ این سمت را برعهده داشت.